# Christian Reich
Christian Reich (Aarau, 23 settembre 1967) è un bobbista svizzero.

## Biografia
Ai XIX Giochi olimpici invernali (edizione disputatasi nel 2002 a Salt Lake City, Stati Uniti d'America) vinse la medaglia d'argento nel Bob a 2 con il connazionale Steve Anderhub partecipando per la nazionale svizzera, venendo superati da quella tedesca a cui andò la medaglia d'oro. 
Il tempo totalizzato fu di 3:10,20 con un breve distacco dalla prima classificata: 3:10,11 il loro tempo. 
Inoltre ai campionati mondiali vinse alcune medaglie:
- nel 1989, argento nel bob a quattro con Nico Baracchi, Donat Acklin e René Mangold[3]
- nel 2000, bronzo nel bob a due e nel bob a quattro
- nel 2001, bronzo nel bob a quattro